# Palazzo Comunale (Piacenza)
Il palazzo Comunale è un edificio storico della città di Piacenza che sorge in piazza dei Cavalli. 
È detto dai piacentini il Gotico, a causa della presenza di archi a sesto acuto.

## Storia

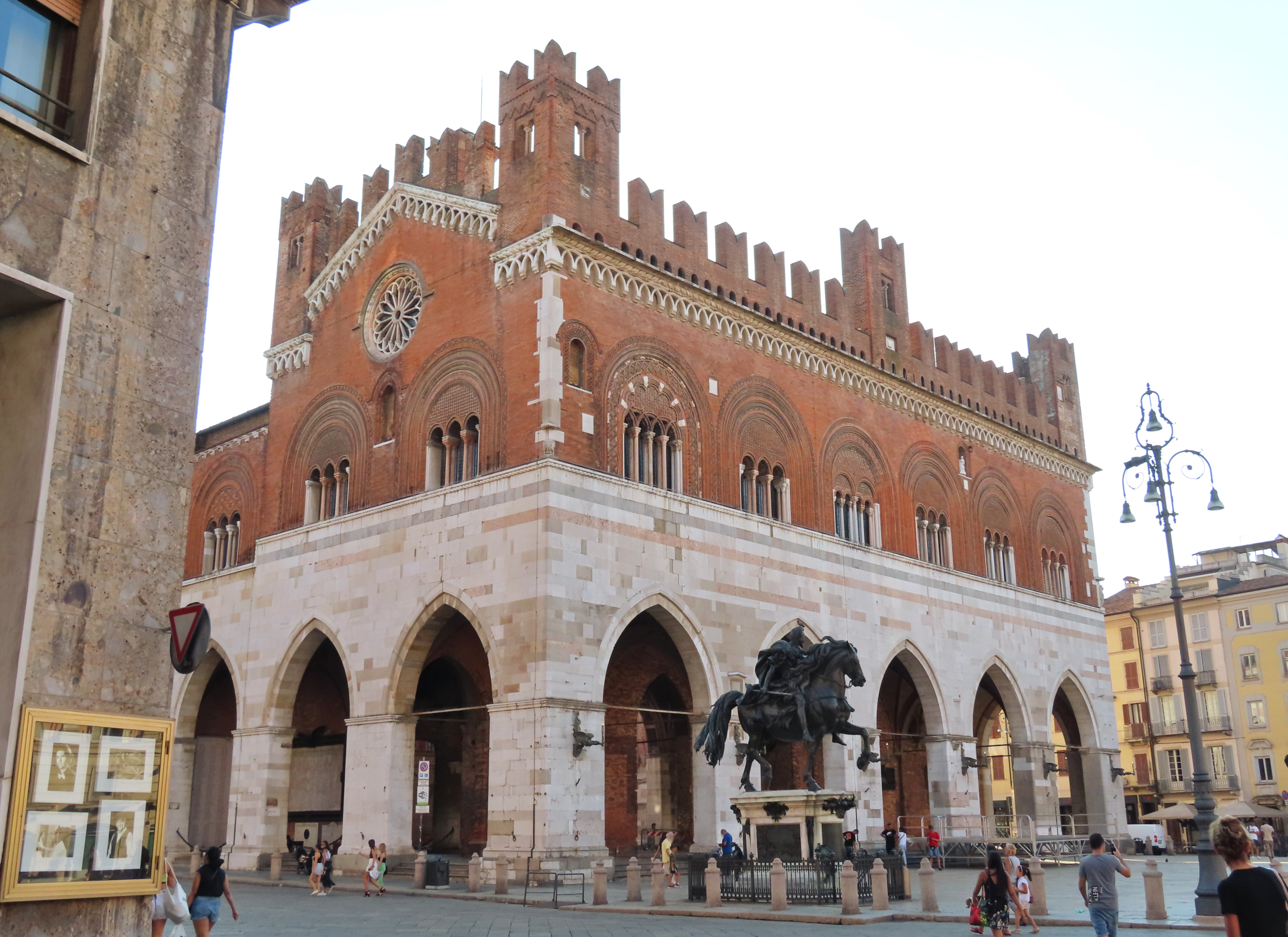
Facciata e lato sud-est

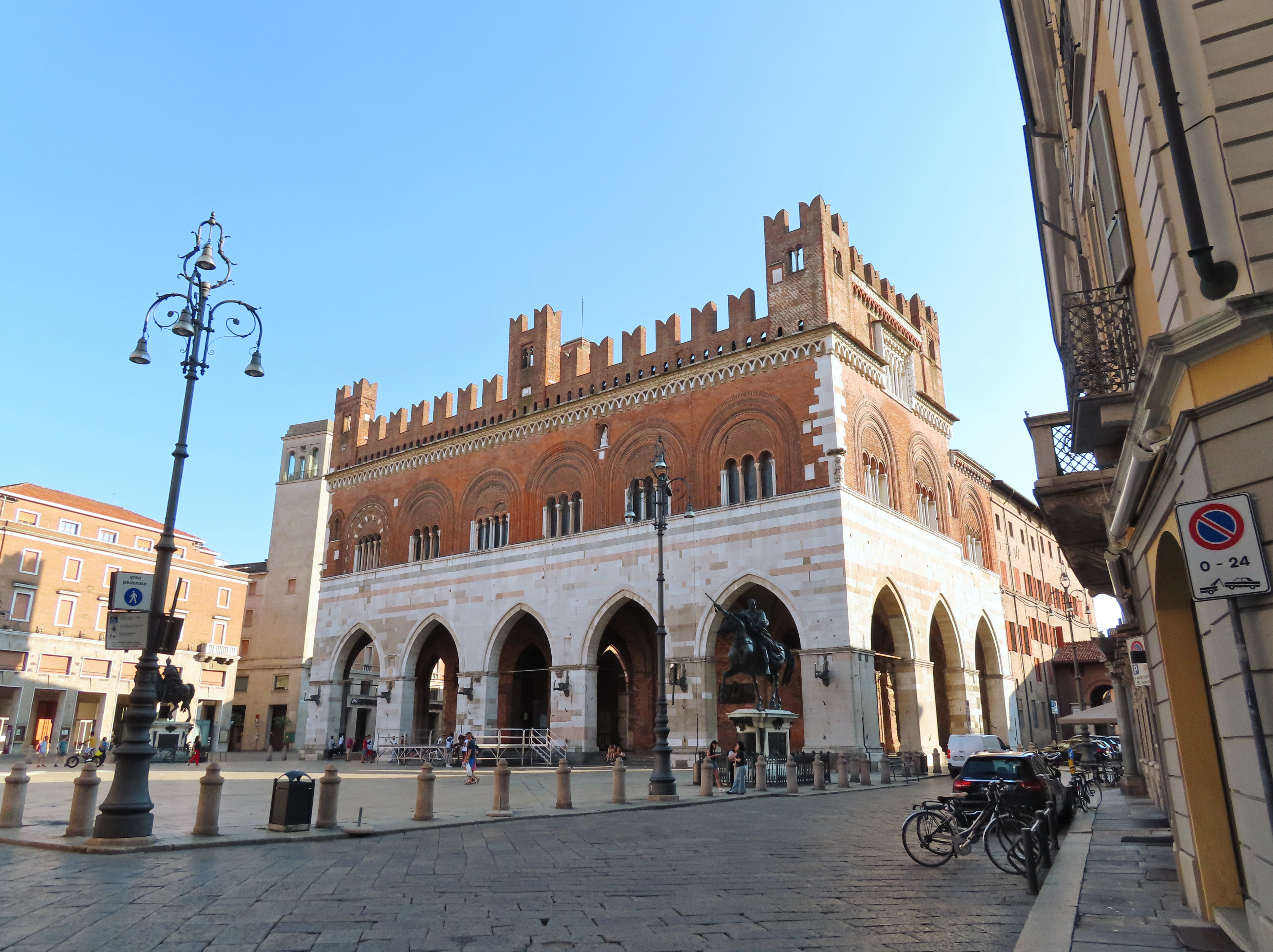
Facciata e lato nord-ovest

Il palazzo venne edificato in stile gotico lombardo a partire dal 1281 su un'area dove prima sorgevano il convento di San Bartolomeo e la chiesa di Santa Maria de Bigulis. I lavori furono condotti da quattro architetti piacentini: Pietro da Cagnano, Negro de Negri, Gherardo Campanaro e Pietro da Borghetto.
Secondo il progetto iniziale, avrebbe dovuto essere a pianta quadrangolare, ma l'opera rimase incompiuta per lo scoppio di una grave pestilenza. A causa della depressione economica scaturita dall'evento, il progetto fu interrotto e di esso venne realizzato solo il lato settentrionale, quello immediatamente funzionale alle esigenze del Comune, che necessitava specialmente di una grande sala atta a ospitare le riunioni dei rappresentanti del proprio governo. Nel 1287 vennero acquistate le travi per il tetto, nel 1289 il Comune destinò una quota degli introiti della gabella del sale per sostenere gli imponenti lavori, i quali furono sicuramente ultimati nel 1290, quando nel nuovo salone si tenne un consiglio comunale. Riguardo al resto del progetto, alcune testimonianze riferiscono che si decise di fermare la costruzione in corso d'opera di due scalinate larghe più di 5 m, e di distruggere il già fatto, al fine di permettere l'accesso ai saloni nel minor tempo possibile.
Nel 1351 il palazzo ospitò il poeta Francesco Petrarca.
Nel 1470 venne asportata dal palazzo e collocata all'interno di una chiesa una statua rappresentante la Madonna con il bambino, conosciuta come la Madonna di piazza, che proveniva dalla chiesa di Santa Maria de Bigulis, demolita durante i lavori di costruzione dell'edificio. Nel 1597 fu aggiunto alla facciata principale un balconcino, sul quale fu ricollocata la statua mariana, la quale venne posta all'interno di un baldacchino tricuspidato.

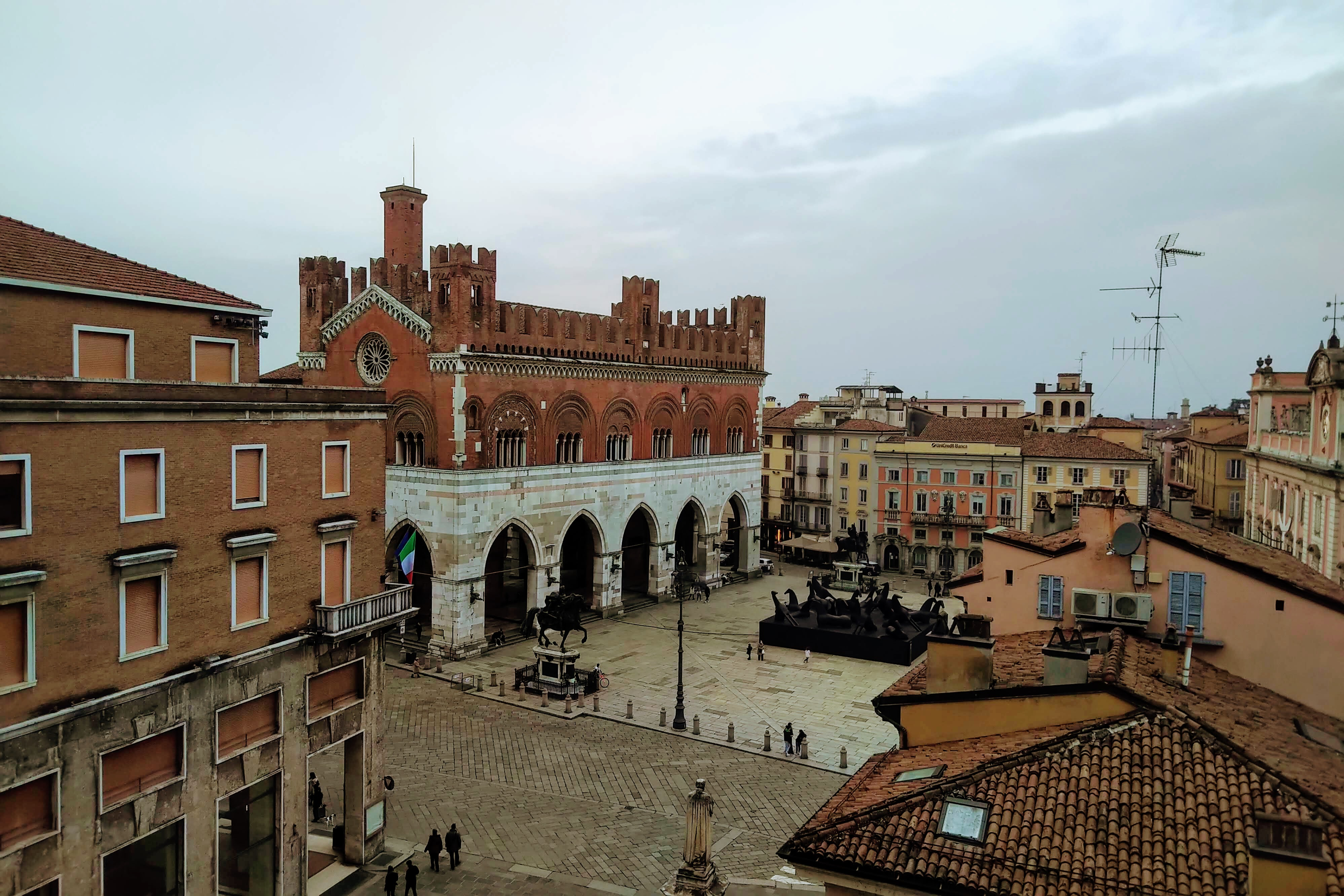
Veduta aerea di piazza Cavalli con il palazzo Gotico e, al centro della piazza, l'installazione monumentale di Domenico Paladino

Nel 1644, in occasione della pace stipulata tra il duca di Parma e Piacenza Odoardo I Farnese e papa Urbano VIII al termine della guerra di Castro, venne realizzato all'interno del salone, su progetto di Cristoforo Rangoni, un teatro ligneo a tre ordini dotato di colonnato. Nella stessa occasione fu collocata sulla torretta una campana bronzea suonata successivamente per celebrare circostanze particolari.
Nel 1810 la statua della Madonna col bambino venne nuovamente traslata dal palazzo alla vicina chiesa di San Francesco, dove fu collocata in una nicchia ricavata sul lato sinistro della prima campata.

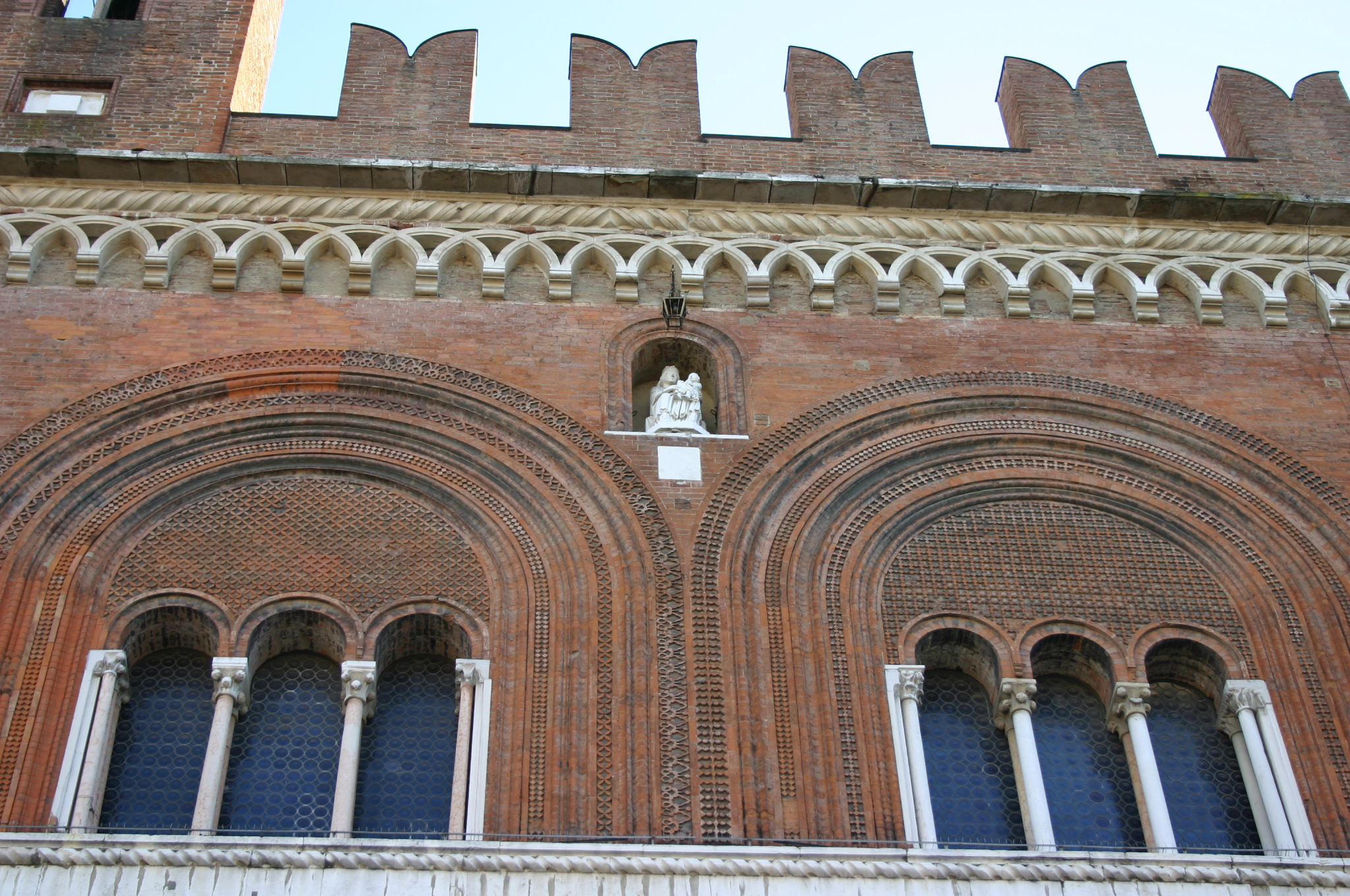
I finestroni sulla facciata e la statua della Madonna

Intorno alla metà del XIX secolo l'edificio, soggetto a pesanti infiltrazioni di  acqua dal tetto, versava in condizioni di degrado con danni sia alle pareti che ai pavimenti del piano nobile. Una perizia al riguardo venne predisposta da parte dell'architetto Gazzola; su questa base, nel 1858 vennero avviati alcuni lavori che comprendevano, tra gli altri, il trasferimento delle carceri militari, e che furono interrotti dopo breve tempo a seguito della morte dell'architetto. Nel 1862 venne istituita una commissione, guidata dal marchese Pietro Salvatico, che decise di spostare l'orologio dalla torretta del palazzo e di collocarlo presso il palazzo del governatore in sostituzione di una lapide di epoca napoleonica. In quel periodo fu attivo un dibattito tra chi voleva riportare il palazzo all'aspetto originario con l'eliminazione di tutte le aggiunte intercorse nei secoli e chi proponeva un restauro che non rinunciasse a preservare le aggiunte al disegno iniziale. A prevalere fu la prima scuola di pensiero che previde, tra l'altro, il recupero della torretta medievale posta sul vertice nord-orientale dell'edificio che era stata murata nel corso del XVI secolo.
Nel 1884 vennero avviati importanti lavori di restauro che, basati su un progetto redatto dall'architetto milanese Angelo Colla, durarono poco meno di 5 anni e inclusero il rifacimento del tetto e di diverse arcate, così come la demolizione di alcune pareti interne realizzate nel corso del Settecento all'interno del salone principale. I restauri vennero interrotti una prima volta a causa della mancata approvazione della soprintendenza alle belle arti e, poi, dopo il 1892, a seguito della morte dell'architetto Colla. Tra il 1906 e il 1909 vennero completate le opera mediante la ricostruzione degli esterni, la realizzazione di nuovi pavimenti e decorazioni all'interno del salone principale, il ripristino degli archi murati e la definitiva eliminazione del balcone. Il palazzo, così modificato, venne inaugurato con una cerimonia ufficiale il 6 giugno 1909.
Nel maggio del 1926, in concomitanza con il congresso eucaristico emiliano, la statua della Madonna col bambino fu rimessa sulla facciata del palazzo su iniziativa del collegio dei parroci cittadini. La scultura fu definitivamente asportata dalla facciata nel 1988, quando venne trasferita presso i musei civici di palazzo Farnese, per favorirne la conservazione. Al suo posto venne collocata una replica.

## Descrizione

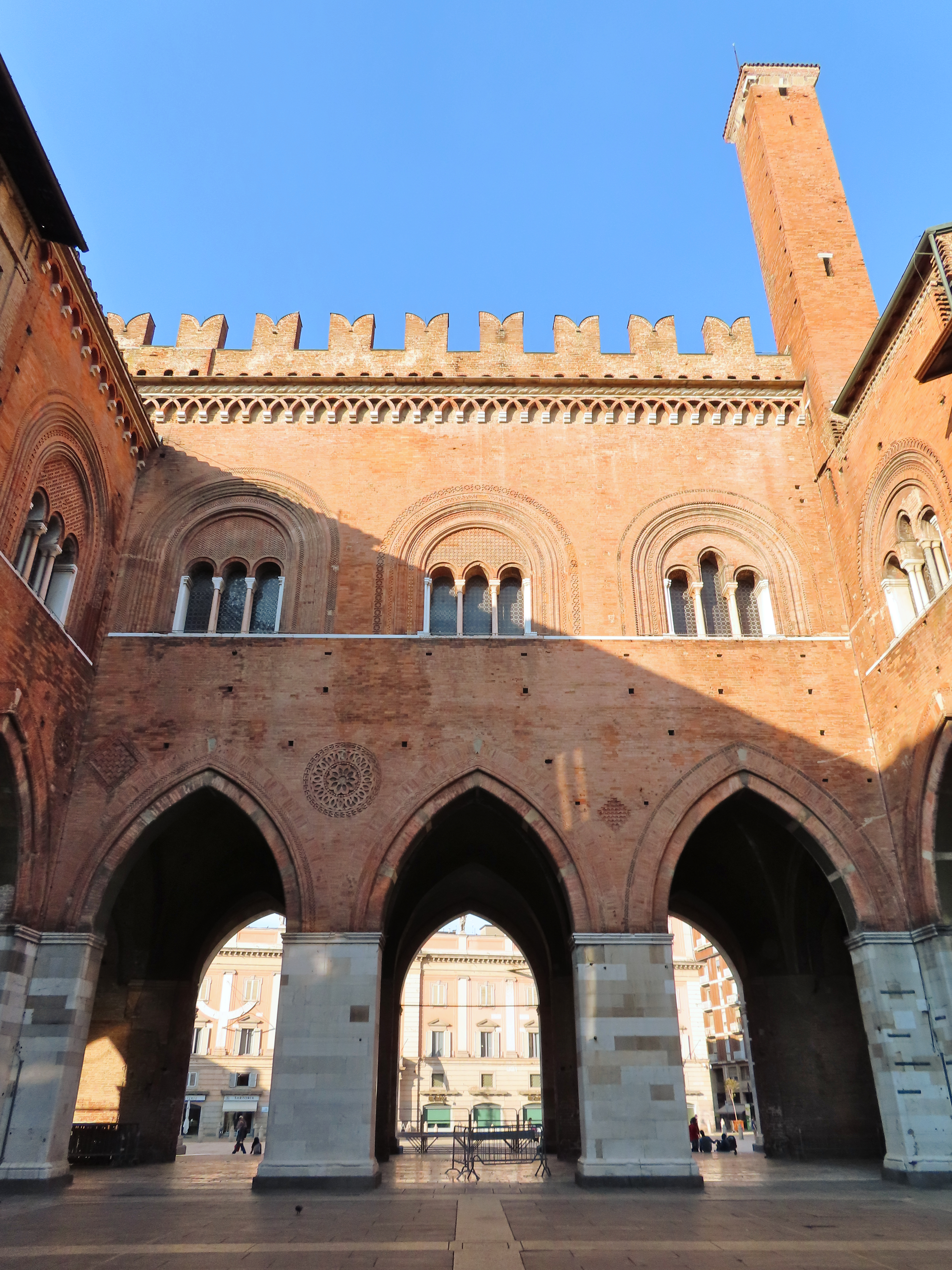
Cortile interno

Il palazzo si erge su un grande portico terreno ad archi acuti, cinque dei quali posti sulla facciata e tre su ciascuno dei due lati, rivestito in pietra bianca e marmo rosso di Verona che crea un forte contrasto col livello superiore, realizzato in cotto. Il primo piano è caratterizzato da una fuga di grandi finestroni con archi a tutto sesto che, come delle grandi cornici, iscrivono ora trifore e ora quadrifore, dalle fini decorazioni geometriche in cotto. Pur non completato nel suo progetto originario, si tratta comunque, un grande esempio di architettura civile dell'epoca che ricalca lo stile ogivale dei broletti lombardi.
Nel lato sinistro i finestroni sono sormontati da un rosone in marmo, mentre sul lato destro da una polifora, anch'essa marmorea. Al di sopra corre per tutte le facciate una cornice ad archetti ogivali atta a sorreggere la grande merlatura a coda di rondine, simbolo dei ghibellini, e snelle torrette, di cui quella centrale, posta sulla fronte principale, racchiude il campanone. Tra la quarta e la quinta finestra si trova, all'interno di una nicchia, una copia di una statua raffigurante la Madonna con il bambino, il cui originale, proveniente dalla preesistente chiesa, è conservato presso i musei civici di Piacenza.
Il lato posteriore, chiuso come in un cortile da aggiunte posteriori, ricalca, in maniera più sobria, lo stile della facciata principale.
L'interno è tutto occupato dal grandioso salone architravato, ampio circa 700 m² e abbellito da raffigurazioni pittoriche, originariamente utilizzato per le riunioni dell'anzianato, nel 1644 vi fu allestito un teatro in legno su progetto di Cristoforo Rangoni. Il salone è sede di eventi culturali, mostre ed incontri istituzionali.
Tra il XVI e il XVII secolo subì diverse modifiche, tra le quali un balcone aggiunto sul lato che dà su piazza Cavalli. Queste modifiche furono, poi, eliminate in restauri avvenuti tra la fine dell'Ottocento e i primi anni del Novecento.
Sotto una delle arcate del lato destro del palazzo sono posti una lapide dedicata ai caduti del Risorgimento, posta nel 1910 in sostituzione di una precedente risalente al 1867 la quale aveva scatenato alcune polemiche a causa della presenza di dati errati e della mancanza di diversi caduti, e il monumento ai caduti della prima guerra mondiale, che, realizzato nel 1919, fu uno dei primi in assoluto in Italia; esso si compone di due lapidi in bronzo e della lapide maggiore in marmo, decorata tramite una cornice bronzea. In seguito esso venne affiancato da altre lapidi, tra cui quella con l'indicazione dei caduti della seconda guerra mondiale e quella dedicata ad Alessandro Casali, ufficiale piacentino morto nel corso del primo conflitto mondiale e insignito della medaglia d'oro al valor militare. Un'ulteriore lapide, scolpita nel 1922 da Pier Enrico Astorri, è dedicata a Cesare Battisti.